# Almena (Kansas)
Almena és una població dels Estats Units a l'estat de Kansas. Segons el cens del 2000 tenia 469 habitants.

## Demografia
Segons el cens del 2000, Almena tenia 469 habitants, 197 habitatges, i 125 famílies. La densitat de població era de 301,8 habitants per km².
Dels 197 habitatges en un 30,5% hi vivien nens de menys de 18 anys, en un 53,8% hi vivien parelles casades, en un 7,1% dones solteres, i en un 36,5% no eren unitats familiars. En el 33% dels habitatges hi vivien persones soles el 20,3% de les quals corresponia a persones de 65 anys o més que vivien soles. El nombre mitjà de persones vivint en cada habitatge era de 2,38 i el nombre mitjà de persones que vivien en cada família era de 3,06.
Per edats la població es repartia de la següent manera: un 27,7% tenia menys de 18 anys, un 6,8% entre 18 i 24, un 24,3% entre 25 i 44, un 22,4% de 45 a 60 i un 18,8% 65 anys o més.
L'edat mediana era de 38 anys. Per cada 100 dones de 18 o més anys hi havia 85,2 homes.
La renda mediana per habitatge era de 27.083 $ i la renda mediana per família de 33.958 $. Els homes tenien una renda mediana de 22.237 $ mentre que les dones 15.714 $. La renda per capita de la població era de 14.433 $. Entorn del 10,4% de les famílies i el 15,3% de la població estaven per davall del llindar de pobresa.

## Poblacions més properes
El següent diagrama mostra les poblacions més properes.